# Can Metge Cendra
Can Metge Cendra és un immoble del municipi d'Anglès que forma part de l'Inventari del Patrimoni Arquitectònic de Catalunya. Es tracta d'un immoble de planta baixa i dos pisos, entre mitgeres i cobert amb una teulada a dues aigües de vessants a façana. Està ubicat al costat dret de la plaça de la vila.

## Descripció
La planta baixa consta de dues obertures rectangulars, com són el portal d'accés i la finestra, i presenta la imitació d'un fals aparell encoixinat de pedra. Al marge d'això també cal destacar que aquest espai es troba coronat per una franja o faixa que conté una sèrie de gravats ornamentals que abraça tota l'amplada de la planta baixa i que també es reprodueix, tot i que amb altres formes, en el primer pis.
Pel que fa al primer i segon pis, la separació dels quals es marca mitjançant la mateixa faixa de gravats ornamentals, aquests han estat resolts sobre la base del mateix plantejament de dues obertures rectangulars per pis emmarcades em pedra o rajol. Es diferencien pel fet que les dues obertures del primer pis són projectades com una balconada contínua i correguda, mentre que les del pis superior han estat plantejades com dues balconades independents i individuals. Ambdós pisos compten amb una important barana de ferro forjat.
L'edifici està coronat per una cornisa sostentada per set mènsules de tall vegetal amb un fris molt deteriorat i descompost.